# فرودگاه بین‌المللی دا نانگ

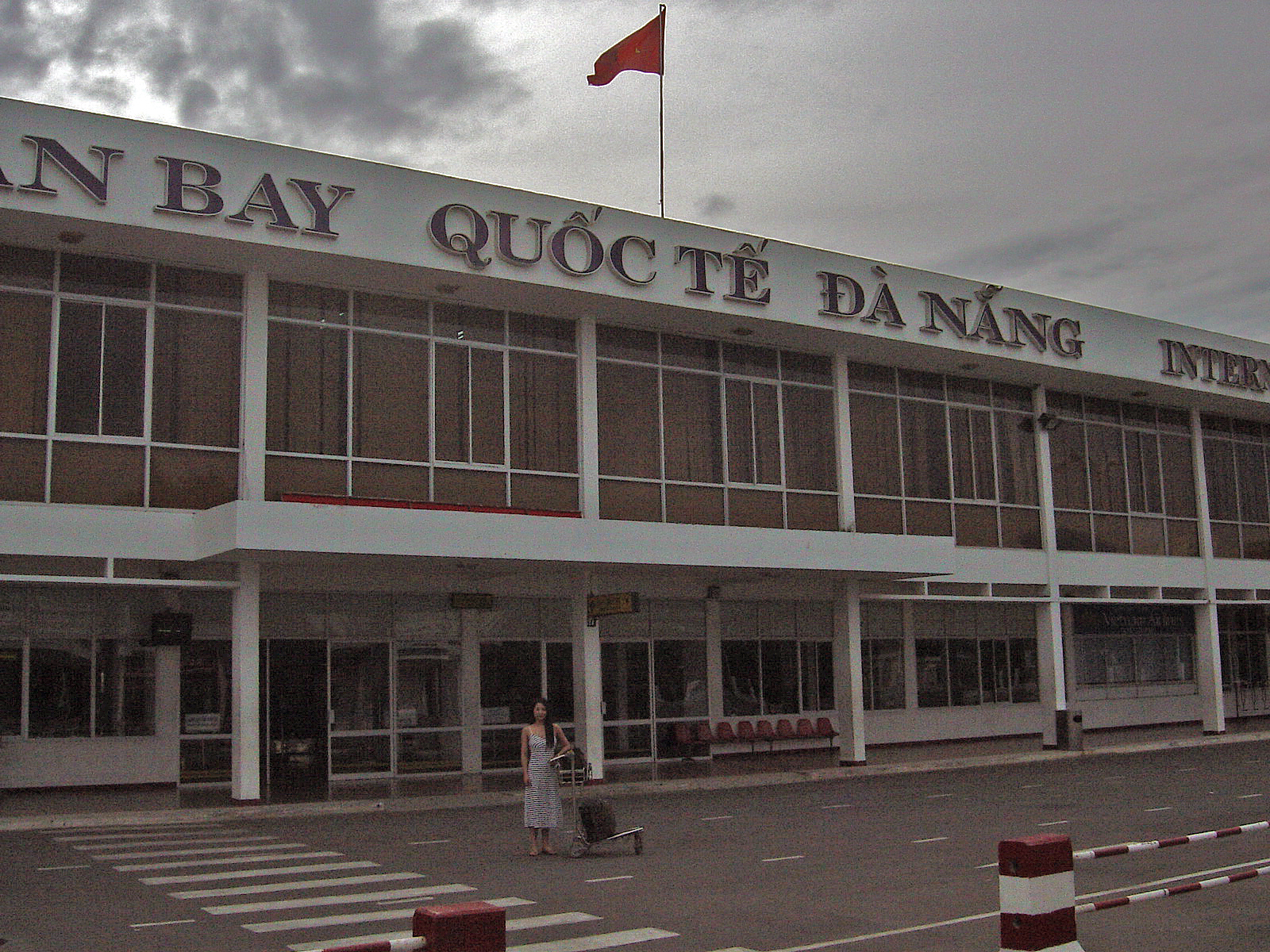
فرودگاه بین‌المللی دا نانگ

فرودگاه بین‌المللی دا نانگ (Sân bay Quốc tế Đà Nẵng) سومین فرودگاه بین‌المللی کشور ویتنام بعد از فرودگاه‌های Noi Bai International Airport (هانوی) و Tan Son Nhat International Airport(هوشی‌مین) است که در شهر دا نانگ قرار دارد.
این فرودگاه علاوه بر حمل و نقل هوایی به صورت محدود نیز در اختیار نیروی هوایی ویتنام می‌باشد.
تاریخ تأسیس این فرودگاه به جنگ جهانی دوم در سال ۱۹۳۰ (میلادی) می‌رسد.

## هواپیمایی و مقصد
پروازهای این فرودگاه به صورت زیر انجام می‌شود:
| شرکت هواپیمایی           | مقصد                                                       |
| ------------------------ | ---------------------------------------------------------- |
| Air Mekong               | هوشی‌مین ، هانوی                                            |
| China Southern Airlines  | گوانگ‌ژو                                                    |
| Jetstar Pacific Airlines | هوشی‌مین ، هانوی                                            |
| SilkAir                  | سنگاپور ، Siem Reap                                        |
| TransAsia Airways        | تایپه ، تایوان                                             |
| Vietnam Airlines         | Buon Ma Thuot , Da Lat, هانوی، هوشی‌مین، Nha Trang , Pleiku |